# Lupény
Lupény (románul: Lupeni, németül: Schylwolfsbach) város Hunyad megyében, Erdélyben, Romániában.

## Fekvése
A megye déli részén, a Petrozsényi-medencében, a Zsil folyó partján, Petrozsénytól 20 km-re, Dévától pedig 110 km-re helyezkedik el.

## Történelem
Lupény a Zsil-völgyében, Hunyad vármegyében található.
I. Zsil-völgye Dél-Erdélyben, Hunyad vármegyének a délkeleti részében található. Népessége vegyes és változó volt a történelem folyamán. Háborúk sokasága dúlta ezt a környéket, ezért nem egyszer kellett újra népesíteni. A civilizáció már az ókorban is jelen volt, amit a megtalált leletek is bizonyítanak (mint pl. a lupényi Ares mellszobor) . 
A Hunyadi vármegyéről először 1263-ban olvashatunk egy Árpád-kori oklevélben, amely a következőképpen említi: „Ceba archidiaconus de Hugnod”. Zsil-völgyéről az első dokumentum, amit ma ismerünk, 1493. január 18-án, Budán íródott. Ebben II. Ulászló, Kendeffy Mihálynak adományozza a Hátszegi és Zsil-völgyi területeket. Folyó év december 14-én keltezett okirat tudósít a területek birtokba iktatásáról, amelyet a gyulafehérvári káptalan Losonczi László kir. Tárnokmester és bélteki Drágfy Bertalan erdélyi vajda Kolozsvárt 1493. augusztus 21-én kelt rendeletére hajt végre Maczesdi Miklós regius és Márton archidiakonis albensis képviselete mellett, a Kendeffy Mihály Zsil-völgyi birtokán. Ez azért fontos, mert ebből kiderül az, hogy a Zsil-völgyének újranépesítése Hátszeg felől történt. Lévai Lajos úgy véli, hogy a Zsil-völgye az ide vándorolt Hátszeg környékéről származó jobbágyok segítségével népesült újjá. A Zsil-völgyei települések létrejöttéről a következőképpen ír művében: Livadia községbeliek alkotják Livezényt, Borbátiak Barbatyént, Paros falusiak Parosényt, Farkas patakiak Lupényt, Urik községbeliek Urikányt.
A beköltözött román lakosság állattenyésztéssel foglalkozott. Az új telepek fejlődését alapításuktól fogva a török támadások, pusztítások hátráltatták. Mátyás királynak a Kendeffyek részére adott váraljai birtok és őrtorony adományozó leveléből megtudjuk, hogy a hős Kendeffy Miklós a vulkáni havasok lábainál hősi halált halt az ozmán törökökkel vívott csatában. Az utolsó török támadás 1788-ban történt. Eddig az időpontig sokszor fosztogatta és pusztította a török a vármegyét a szomszédos, uralmuk alatt tartott Havasalföldről.
A vámhivatal a 19. század végéig Vulkánban működött, mert Hunyad vármegye a vulkáni hágón keresztül tartott fenn kereskedelmi kapcsolatot Ó-Romániával. A kukorica számított az egyik fő eledelnek a Zsil-völgyében. Tudomásunk van például olyan adatokról, hogy hetenként 500-600 lóval hoztak be kukoricát Ó-Romániából a vámhivatalon keresztül. A posta tengelyen járt kétkerekű postakocsin Puj és Vulkán között, minden posta anyag ide futott be először az 1870-es évekig.
1854-ben az egész Zsil-völgyét valamivel több, mint hatezer lélek lakta: Alsó-Barbatyén mit Iszkrony 500, Felső-Barbatyén mit Alsó-Urikány 257, Hobicza-Urik 417, Hobistyén (Felső-Urikány) 460, Kimpulujnyák 154, Lupény (Sily Farkaspataka) 486, Petrilla 2075, Petrozsény mit Dilsa und Malleja, oder Malajesd 581, Sily-Korojesd 328, Sily-Macsesd mit Parosény 568, Vajdej (Wolkan) 254.
II. Mircea Baron szerint, Lupényt 1770-ben alapították, és 1818-ban lakossága 173 fő volt. Hivatalos népszámlálási adataink a következők:

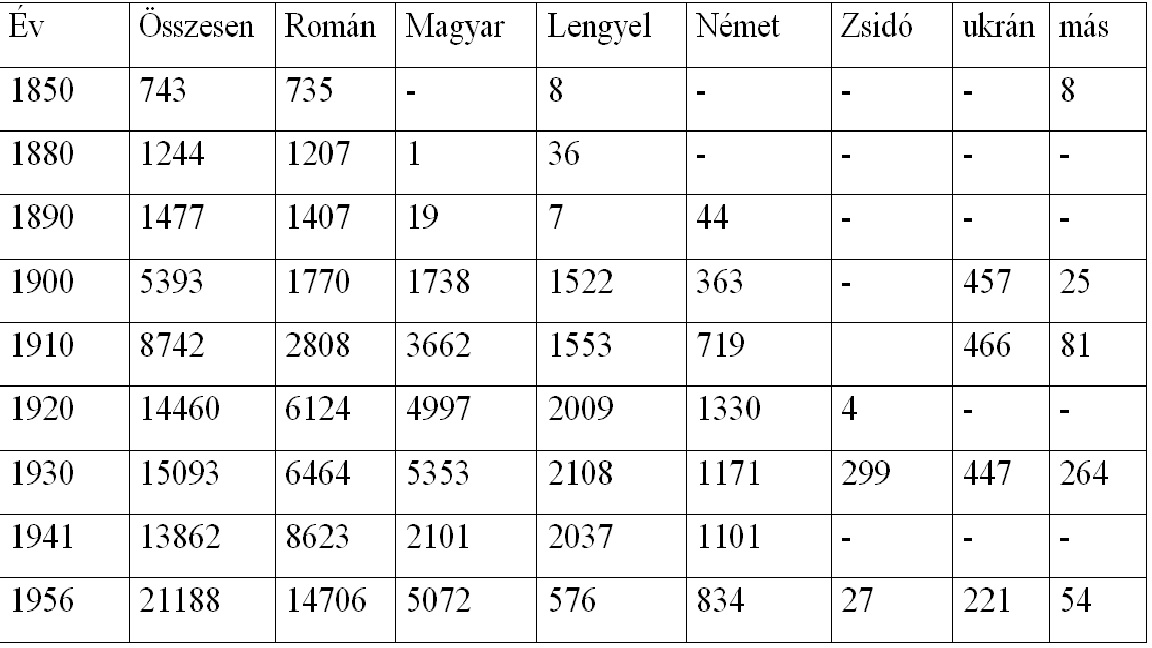

Lupényt tehát a Hunyad vármegyei Farkas patakiak alapították. Ők voltak a település névadói. A hivatalos népszámlálási adatokból kiderül, hogy az ipar fejlődéséhez köthető a város fejlődése is. Az iparnak köszönhetően közel egy évszázad alatt a település harmincszorosára növekedett. Az ipar beindulása előtt a helybéli lakosság nagy része román ajkú volt, akik pásztorkodással foglalkoztak. 
A kőszén kitermelésének az elkezdésével megjelent vállalatok megváltoztatták Lupény eddigi etnográfiai összetételét is. Azok az emberek, akik nem akartak a bányánál dolgozni, a hegyekben tovább foglalkoztak a pásztorkodással. Kevesen voltak a helybéliek közül, akik szívesen dolgoztak a bányában, és ezért a bányatársulatnak munkásokat kellett hozzon más vidékekről. Főként Székelységből és a Szilágyságból érkeztek magyar ajkú munkások.
1866-ban a puji közigazgatás két körjegyzőséget szervez a Zsil-völgyében a következő beosztással: Banica és Livezény között az első, Iszkrony és Kimpulunyág között a második kört szervezte, s így Lupény a második körjegyzőséghez tartozott. A Zsil-völgy feletti szolgabíróság Pujon székelt.
Az élelmezést úgy oldották meg, hogy az országból és Havasalföldről hozták az ennivalót (hegyes vidék lévén, nem sok minden terem meg). Ezért volt annyira fontos Ausztria-Magyarország és Ó-Románia közötti országút, amit 1890-ben fejeztek be, amely összekötötte Petrozsényt Tirgu-Jiuval.
Lupény a vasútnak és az iparnak köszönhette fellendülését. A Piski-Petrozsényi vasútvonal 1870-ben (78,9 km hosszú) épült meg, és akkor az egész völgy elindult a fejlődés útján. 1892-ben meg épült Petrozsény-Lupényi vonal a község fejlődését segítette elő. Eddig a termelt szenet a lupényi bányákból szekereken vitték be Petrozsényba, és ezért a termelés nem működött olyan hatásfokkal, mint a vasútvonal kiépítése után, amely megkönnyítette a szén szállítását. Ennek köszönhető az, hogy tíz év alatt több mint háromszorosára nőtt Lupény lakossága. A bányatársulat gondoskodott szállásokról is, és megépítették a bányász telepeket, mint például az „István” és a „80” telepeket. Így minden elő volt készítve a munkások érkezésére. A kolónialakások mellett a bányatársulat megépítette a főbb épületeket is a városban. Általános jelenség volt a Zsil-völgyére nézve, hogy a robbanásszerű fejlődésnek köszönhetően a 20. század elejére kialakultak a városok ma is fellelhető arculatai. Kórházak, iskolák, templomok épültek, és ugyanez érvényes Lupényra is.

### Bányászattörténet
Az 1840-es években indult meg a Zsil-völgyi szén utáni kutatás. 1840-ben a ruszkabányai Hofmann testvérek és Maderspach Károly látnak a föltáráshoz. A szabadságharc bukásával leálltak a munkálatok. Próbálkoztak a vállalkozók, de tőke és bankhitel hiányában egyik kezdeményezés sem hozott sikert. 1850-ben a zalatnai bányakapitányság engedélyt adott a Zsil-völgyi bányaművelésre a Brassói Bánya és Kohó Részvénytársaságnak. Az erdélyi szász tőke, felhasználva a politikai konjunktúrát, nagyszabású befektetéshez látott. Kisebb társulatok is alakulnak, 1854-ben a Kelet-Erdélyi Bányatársaság, de ezek hamar versenyképtelenné válnak. 1859-ben egy craiovai Kohn Valentin nevezetű zsidó vállalkozó Lupényban bánya bérletet vásárolt.
Nagyobb iramban akkor kezdtek el érdeklődni a Zsil-völgyi szén után, amikor megszülettek a tervek az úgynevezett Első Erdélyi Vasút építésére, Arad-Gyulafehérvár között. Különösen a Brassói Bánya és Kohó Egylet fejezte ki az érdeklődését. Az előbb említett Piski-Petrozsény vasútvonal jelentette az ipar előmozdulását.
Először a Petrozsényi-fennsík területén indult meg a bányászat. Itt a Brassói Bánya és Kohó Egylet volt érdekelt, és nagyrészt ő irányította a termelést. 1867–1869. között megindul a Deák-akna feltárása. Az 1870-es vasútvonal megindítása annyira megnövelte a termelést a bányákban, hogy az akkori vasúti eszközökkel nem bírták elszállítani a szenet. A Brassói Bánya és Kohó Egylet Petrozsény, Petrila és Vulkán környékét kapta bérbe a Magyar államtól. Mivelhogy a Brassói Bánya és Kohó Egylet nem tudott lépést tartani az ipari versennyel, hamar eladósodott, és így 1895-ben felvásárolta a német érdekeltségű, úgynevezett „Salgótarjáni kőszénbánya társulat”. Ez a társulat lett az egyik legnagyobb a Zsil-völgyében.
1884-ben Hoffmann Rafael Kelet-Erdélyi Társaság alapítója köt bérletet bányanyitásra Lupényban és Vulkánban, és ezzel egy időben kezd épülni az Árpád- és a Teréz-akna. 1889-ben a völgy nyugati szárnyán, a Román Zsil mentén francia tőkével vásárolják fel a telepeket, megalakul a Felső-Zsilvölgyi Bányatársaság. A Petrozsény-Lupény közötti vasútvonal felerősítette a lupényi szén iránti érdeklődést. Az Urikány Zsil-völgyi Magyar Részvénytársaság 1892-ben jön létre Horváth Gyula és David Beer anyagi támogatásával. A társulatnak 3,5 millió forint alaptőkéje volt. A 30.000 részvényből 14.850-et eladtak – 100 forintért darabját – országházi képviselőknek, budapesti kapitalistáknak. Horváth Gyula és David Beer megtartotta a többi 15.150 részvényt .
1892-ben az Urikány Zsil-völgyi Magyar Részvénytársaságnak felvásárolja a Felső-Zsilvölgyi Bányatársaság egész vagyonát. A fent említett társaság egyre terjedt, és így ő lett a Zsil-völgyének a másik legnagyobb szénkitermelő társasága. 1894-ben megvásárolják Puj Zsigmondtól az „Ilona” bányát, majd 1902-ben a Viktória-aknát az említett craiovai Kohn Valentin nevezetű zsidótól. Lupényban a társulathoz tartoztak: Déli- és Nyugati- István-, Viktória-, Ilona-, Karolina-, Ella-, Aranka- aknák. 1899-ben felépítik a lupényi koksz gyárat a Román Zsil partján. A társulat bányáiból kitermelt szenet használták a gyárban a koksz előállításához, különösen az István-akna termékét. A társulat legfontosabb bányája a szén minőségét tekintve a lupényi bánya lett. Az Urikány Zsil-völgyi Magyar Részvénytársaság sok pénzt fektetett a bányák fejlesztésébe és a termelés korszerűsítésébe, ezért van az, hogy például 1902 és 1903 között a fejtésnél használt „Hardy” és „Elliott” féle modern kőszénfejtő kalapácsokat szereltek a bányába.
1908 és 1920 között építik a Lupényi kőszénmosót. 1918-ban a Román állam, noha még a békediktátum nem volt aláírva, törvénybe foglalja a Zsil-völgyi ásványi kincsek román nemzeti közkincshez való tartozását. 1920. június 4-én aláírt Trianoni békediktátum eredményeképpen Lupény és Hunyad vármegye Romániához került. A Budapesti Magyar Részvény Társaság továbbra is megmarad, de a vezetést új bányatársulat veszi át: ” Banca Româneasca, Creditul Externe ” érdekeltsége.
1924-ben a román parlamentben megszületik az úgynevezett bányatörvény. Ahhoz, hogy az Urikány Zsil-völgyi Magyar Részvénytársaság a törvény keretein belül működjön, át kellett alakulnia. 1925-ben létrejön az úgynevezett „Societatea Lupeni”, amelyet egyaránt román és magyar befektetők alkotnak. Az 1920-as évek végén és az 1930-as évek elején zajló világválság miatt a Lupényi Részvénytársaság és a Petrozsényi Részvénytársaság egyesül. A Petrozsényi Részvénytársaság keretén belül 1931–1952 között bizonyos autonómiát élvezett a lupényi bányavállalat, és „Lupényi csoportnak” nevezték.
A második világháború után, a kommunizmus térnyerésével megindult az államosítási folyamat, aminek a bányák is áldozataivá váltak. Ekkor szűnt meg az Urikány Zsil-völgyi Magyar Részvénytársaság kirendeltsége. A bányák átkerültek teljesen a román állam fennhatósága alá.
2003-ban municípiumi rangot kapott.

## Népesség
A város népességének alakulása:
- 1956 – 21 288 lakos
- 1966 – 29 340 lakos
- 1977 – 28 280 lakos
- 1992 – 32 853 lakos
- 2002 – 30 642 lakos

A lakosság etnikai összetétele a 2002-es népszámlálási adatok alapján:
- Románok: 26 746 (87,28%)
- Magyarok: 2974 (9,70%)
- Romák: 650 (2,12%)
- Németek: 148 (0,48%)
- Lengyelek: 67 (0,21%)
- Zsidók: 7 (0,02%)
- Csehek: 5 (0,01%)
- Ukránok: 4 (0,01%)
- Görögök: 2 (0,0%)
- Olaszok: 2 (0,0%)
- Lipovánok: 2 (0,0%)
- Szlovákok: 1 (0,0%)
- Csángók: 1 (0,0%)
- Más etnikumúak: 18 (0,05%)
- Be nem vallott etnikum: 15 (0,04%)

A lakosok 80,98%-a ortodox (24 815 lakos), 6,26%-a római katolikus (1921 lakos), 5,09%-a református (1562 lakos), 2,24%-a pünkösdista (688 lakos), 1,63%-a görögkatolikus (501 lakos), 1,38%-a pedig baptista (423 lakos), és 134 unitárius vallású.

## A református gyülekezet

### Leányegyházközségtől önálló gyülekezetig
Bátran elmondhatjuk azt, hogy Zsil-völgyének a legrégebbi református gyülekezete az a petrozsényi és a vulkáni gyülekezet. Az Erdélyi Egyházkerület Névkönyvében Vulkán és Petrozsény 1873-ban jelenik meg először, mint Borbátvíz leányegyházközsége. A két gyülekezet összesen 70 lelkes volt. Érdekes a petrozsényi református gyülekezet fejlődése, hiszen 1874-ben 80 lelkes, majd 1875-ben már 200 lelket számlál. Ekkor a boldogfalvi lelkész szolgál be. A petrozsényi gyülekezet 1888-ban fejezte be temploma építését, és ebben az évben szentelte azt fel Szász Domokos püspök. Ugyanebben az évben jelenik meg először Petrozsény mint önálló gyülekezet. Azért fontos a petrozsényi gyülekezet számunkra, mert lelkipásztora szolgál be közel tizenöt éven keresztül a lupényi gyülekezetbe. 
Noha a Névkönyvben a lupényi reformátusokról csak 1895-ben van szó, valószínű, hogy már az előtt itt is élhettek (kevesen) reformátusok, már csak abból is tényből kiindulva, hogy a református vallású Kendeffy családhoz tartozott a birtok. Ezért a Vulkánban és Petrozsényban szolgáló lelkészek istentiszteleteket tarthattak Lupényban is. A lelkészek névsora a következő: Fábri József, bolfogfalvi lelkész, 1873–1879 között adminisztrálja a Zsil-völgyi kevés református híveket, Jánó Albert, hátszegi lelkész, 1880–1884 között adminisztrál, Balogh Sándor, boldogfalvi lelkész, 1885 és 1889 között adminisztrál.
Konkrét adatot lupényi gyülekezetről legelőször az 1895-ös Névkönyvben találunk, ahol úgy jelenik meg, mint Petrozsény diaspórája. Már a következő évben, 1896-ban Lupény Petrozsény leánygyülekezeteként van megnevezve, közel 38 lélekkel. 1898-ban a lupényi gyülekezet 82 lelkes. Ez a lélekgyarapodás annak tulajdonítható, hogy 1896-ban Lupényban Erdőfüléről, Lövétéről, Almásról és Udvarhelyről érkeznek magyar munkások, közel negyvenen. Tudnunk kell róluk azt, hogy kezdetben amolyan alkalmi munkások voltak, hiszen a téli időszakra jöttek, és tavasszal a mezei munkálatok kezdetekor hazatértek. Ez a vándorlás eredményezte a lélekszám ingadozását. 
Varga E. Árpád kutatásai szerint Lupényban a századforduló elejére már 417 lelkes volt a református gyülekezet. A rohamosan fejlődő kőszéntermelés, és a beköltözött munkások miatt a gyülekezet is egyre nőtt. 1903-ra már a petrozsényi gyülekezet társegyházközségeként tartja számon a Névkönyv a lupényi gyülekezetet. 1904-ben 518 lelkes, majd 1905-re kereken 600 lélek duzzad a lupényi református gyülekezet. Az utolsó névkönyvi adatunk 1906-ból van, amely szerint a gyülekezethez 700 lélek tartozik.
Megfigyelhető, hogy közel 10 év alatt majdnem megtizenkilencszereződött a gyülekezet. 1895–1909 között a petrozsényi lelkipásztor, Kósa Mihály szolgált a gyülekezetben. 1909-re már akkora lett, hogy Benkő Viktor, fehérvízi helyettes, Lupényból adminisztrálja a gyülekezetet. Az istentiszteleteknek a Magyar Állami Elemi Iskola egyik tanterme adott helyet, és a lelkésznek az útiköltségét adományokból és perselypénzből finanszírozták. A hívek kérésére, mivel imaházzal vagy templommal nem rendelkeztek, a tantermet kapták meg bérmentesen az államtól istentiszteleti célra. Azt is tudjuk, hogy a mai templom helyén egy harangláb állt, mely a gyülekezeti tagokat istentiszteletre hívogatta.
Tény az, hogy a szórvány egyházközség is rendelkezik vezetőséggel, annak ellenére, hogy beszolgáló lelkésze van. Az is biztos, hogy voltak gyűlések, azonban sajnos ezekről nem maradt fenn semmi adatunk. Az első presbiteri jegyzőkönyv, ami rendelkezésünkre áll, az 1909-ből való. Ez az 1916-os román betöréskor megrongálódott, és ekkor semmisültek meg a korábbi adatok is. Tudomásunk van, hogy Kósa Mihály szolgálatáról több utalás is fennmaradt a jegyzőkönyvekben. Egy pénzügyi eset alkalmával is megemlítődik a neve, a presbitérium szerint halála után a lelkész 100 koronával maradt adós a gyülekezetnek, de ennek ellenére a gyülekezet szerette, hiszen a kezdetekben ő pásztorolta a nyájat.Benkő Viktor adminisztráló lelkész idejéből ránk maradt jegyzőkönyv tartalmazza az első ismert presbitérium tagjainak neveit: Bartha Károly, Bodó János, Földvári Ferencz, Incze Elek, Incze Sámuel, Moskolczy István, Nemes Albert, Nemes Dániel, Szász István, Vass Ferencz és Nagy János, aki egyben a gondnok is.
1909. február eleji istentisztelet keretén belül leteszik a presbiteri esküt. A jegyzőkönyv tudósítása szerint Benkő Viktor a gyülekezetre és a presbitériumra Isten áldását kívánja. Az 1909. február 9-én tartott presbiteri gyűlésen elhatározzák egy harmónium megvásárlását, és erre kiutalják a pénzt. A harmóniumot Urban Reintold eperjesi könyvkereskedőtől rendelik. Jancsó Lajos 1907-ben megválasztott gondnok az ülésen lemondását kérte, és ezt a presbitérium el is fogadta. Továbbá égető kérdés volt egy új pénztáros keresése. A régi pénztáros, Simon Balázs (római katolikus vallású), ingyen kezelte eddig az egyházkasszát, most a frissen megválasztott gondnok veszi át az egyházközségi pénzek kezelését. A presbitérium megszavazza egy pénztartó láda beszerzését.
Benkő Viktor lelkipásztor 1910-ig Fehérvízről szolgált be, majd ez után Lupényból végzi a szolgálatot. Időközben megjelenik a gyülekezet életében Konrád György is, aki egyelőre csak petrozsényi helyettes lelkészként munkálkodik Zsil-völgyében.
Mivelhogy a petrozsényiak adósságtörlesztésként bizonyos összeget kellett fizessenek özvegy Kósa Mihálynénak, nem tudták teljesen eltartani a helyettes lelkészt. Ezért Konrád György javadalmazását úgy oldották meg, hogy lupényi szolgálatainak fejében Benkő Viktor megosztotta vele fizetését. Egy ismeretlen dátumon íródott (megrongálódott) jegyzőkönyvből kiderül, hogy Konrád György 77 havi koronát kapott a lupényi gyülekezettől, és 120 mázsa szenet egy évre. Ugyanebből a jegyzőkönyvből kiderül, hogy a két lelkész arra törekszik, hogy minél hamarébb elérjék a gyülekezet önállósítását. A nehéz helyzetben lévő gyülekezetnek az Urikány Zsil-völgyi Magyar Részvénytársaság évi 300 koronát juttat, a lelkész lakbérének fedezetére. Ebben az időben a gyülekezetnek sem parókiája, sem temploma nem volt. Egy Mike János nevezetű embertől bérlik a lakást. Az említett szenet úgy kapják meg a lelkészek, hogy a püspök kérésére az Urikány Zsil-völgyi Magyar Részvénytársaság ilyen formában is segíti a gyülekezetet. Továbbá abban az előnyben is részesítette a bányavezetőség a lelkészeket, hogy az élelmet és ruházatot ugyanabban az árban vásárolhatták, mint a bányászok.
Az 1910-es január 29-én tartott egyházközségi közgyűlésen a lelkipásztor felolvassa az esperes értesítését: 
```
Elnök előterjeszti a Nagytiszteletű Esperes úr január hó 28-án kelt 110–1910 számú intézményét, melynek kapcsán másolatban küld Esperes úr a Méltóságos Igazgatótanács 327–1910 a leiratát, mely szerint a Nagyméltóságos Vallás és Közoktatási Miniszter az egyházközség anyásítását kimondja.
```

A gyülekezet tehát ezen a dátumon vált önállóvá. Megoldásra vártak a parókia, és a templom kérdései.

### Parókia
A gyülekezet önállósodása a parókia építés gondolatát vetette fel. Ezért a már meglévő 1401 négyzetöl telekhez újabb földet akartak vásárolni. Arról sajnos nem találtam információt a kutatásaim során, hogy honnan vásárolták a már meglévő földterületet. Parókia építés céljára tökéletesen megfelelt Kamp Miklós, volt bányatársulati munkafelügyelő telke, ami 283 négyzetöl volt. Az elképzelés szerint a meg lévő területhez megvásárolják ezt is, és oda építik a parókiát. A földet Kamp Miklós 2600 koronáért árulta. Az 1910. január 29-én tartott gyűlésen került elő ez a kérdés. A gondnok felvázolja, hogy Kamp Miklósnak 1600 koronájába került a telek, és nyerni akar rajta 1000 koronát. Mindenki sokallja a telek árát, de meg akarják azt vásárolni. Ezért a presbitérium megszavazza annak a megvásárlását, és engedélyt kér erre az Igazgatótanácstól. Anélkül, hogy megvárják az Igazgatótanács véleményét, 100 koronát adnak előlegként a telekre. Az Igazgatótanács azonban a következő felelet adta: 
A lupényi egyházközségnek meglévő telke bőven elég nagy arra, hogy kellő beosztással az építkezések rajta eszközöltessenek, templom és papilakást kell építeni, oly nagy kiadások előtt áll, hogy minden fillérét meg kell takarítania azok eszközöltetésére, nem pedig 2600 koronát a meglevő csekély fedezetből kiadni feltétlen szükségtelen célra.
Továbbá, az Igazgatótanács arra kérte a presbitériumot, hogy az előleget minden úton szerezzék vissza. A visszaszerzésre a gondnokot bízzák meg. Sajnos, amikor Kamp Miklóst felszólították, hogy az előleget szolgáltassa vissza, az nem volt hajlandó ezt megtenni. Az eset bíróságra került. A gyülekezet Ajtai Gábor hátszegi ügyvéd képviseletével, a pert megnyerte, és így a bíróság kötelezte Kamp Miklóst az összeg kifizetésére. A bírósági döntés hatására Kamp Miklós kifizette az összeget. 
Azonban ez az eset nem oldotta meg a parókia kérdését. A gyülekezet abban reménykedett, hogy kap a bányatársulattól egy lakást erre a célra, azonban a lakáshiány miatt ezen ügyben a bányatársulat nem tudott segíteni. Kárpótlásul megígéri a bányatársulat, hogy évi 300 koronával hozzájárul a lelkészlakás béréhez. A helyi hatóságok pedig a gyülekezet kérésére azt válaszolták, hogy a megváltozott törvények miatt, ők sem tudnak kiutalni templom vagy parókia építésére kölcsönt.
Időközben Konrád Györgyöt választják lelkésznek, és lemond Nagy János gondnok. Az új gondnok Vass Ferenc lett, aki ismertette a presbitériummal a következő lehetőséget: Kekel József nevezetű állami tanító eladná a telkét és a rajta levő házat 21.000 koronáért. Maga a telek közel van ahhoz a helyhez, ahova a gyülekezet meg szeretné építeni a templomot. A telek 739 négyzetöl. A rajta levő ház pont a főút mellett volt, kőből és téglából épült, s külsőleg jó állapotban van. A leírása a következő: 
Van benne három szoba, egy nagy konyha, kamara, mellékhelyiségek, és boltozatos pince. A szobák előtt egy kis folyosó húzódik végig. Az épület háta mögött egy kis kert van, mely virágoskertül szolgál. A középső kert majorság udvarul és egy hátsó veteményes kertül szolgál.
Az 1910. április 24-én tartott egyházközségi gyűlésen elfogadják a Kekel féle ház megvásárlását, és megegyeznek 19.000 koronában a tulajdonossal. Az egyezmény szerint előre kifizetnek készpénzben 9436 koronát, a többit pedig részletre, kamattal. A Segesvári Ipar Takarék és Előleg Egylettől kölcsönt vettek fel, a lakás megvásárlására. Egy, az Igazgatótanácsnak írt levélből kiderül, hogy a lelkész tudomása szerint, a gyülekezet közel 1500 lelkes, és bíznak abban, hogy még többen lesznek, mert a bánya miatt egyre több munkás költözik a Zsil-völgyébe, így kifogják tudni fizetni a kölcsönt. 1910. szeptember negyedikén átveszik a Kekel-féle házat lelkészi lak használatára. Ezzel megoldódni látszott a parókia kérdése.

### Templomépítés
Azzal a ténnyel, hogy a gyülekezet önállósodott, és lelkésze is lett, mozgósította ismét a presbitériumot, akik elhatározták a már rég kívánt templom építésének a beindítását, és parókia vásárlását. A presbitérium úgy döntött, hogy megkéri a bányatársulatot a terep fölmérésére. Bíró Ernő tervezőt kérték meg egy kezdetleges templomi tervrajz elkészítésére. 1910-ben a gyülekezet saját parókiával és lelkipásztorral rendelkezik, templommal azonban még nem. 1910. szeptember 4-én tartott közgyűlésen megszavazzák egy 30.000 korona értékű kölcsön felvételét az egyházkerületi központi pénztárából templom építés céljára. A püspök megígérte a gyülekezetnek a kölcsönt, de csak abban az esetben, ha a gyülekezet is mindent meg tesz, ami az erejéből telik, hogy előteremtse a többi szükséges anyagiakat a templomépítésre. Ezért új adókat vetnek ki. A bányászok eddig egy koronát fizettek havonta, és a nem bányászok 50 fillért. Az új adók szerint ezen túl a bányászok 2 koronát fizetnének havonta és a nem bányászok 1 koronát. Ez nagyon sok egyháztagot felháborított, mert ők az államnak évi 6 koronát fizettek, az egyházközségi 12 illetve 24 koronával szemben. A lelkipásztor attól tartott, hogy az adók miatt, az így is tevékenykedő szekták hatására, a megkeseredett hívek kitérnek. Ezért ő is javasolja a presbitériumnak a régi rendszer visszaállítást. Visszaállították az 1909-es adókulcsot. A keletkezett hiányt gyülekezeti adományokból gyűjtötték össze. Ennek érdekében a lelkész mindenkit az adakozásra buzdított. 1911. áprilisában tartott egyházközségi közgyűlésen írt jegyzőkönyvből kiderül, hogy a gyülekezet adósságai, 7000 korona a Segesvári Takarék Pénztár felé, és 5000 korona a parókiaként használt ház régi tulajdonosa felé. Továbbá a gyülekezet arra készült, hogy 30.000 koronát kér kölcsön az Igazgatótanácstól. Az 1911. október 15-én tartott presbiteri gyűlésen a lelkipásztor tudatta a gyülekezet elöljáróival, hogy az Igazgatótanács elfogadta a benyújtott templomépítési tervrajzokat és a melléje csatolt költségvetést.
1912. február 18-án tartott presbiteri gyűlésen több fontos határozat született a templomépítéssel kapcsolatosan. Felhatalmazta az egyik kijelölt vezetőt a bányatársulattal való tárgyalásokra, a templomépítés ügyében. A bányatársulat elvállalta a templomépítést. Az egyesség szerint a gyülekezet 32.200 koronát kellett elhelyezzen a bányatársulat pénztárába. Az összeg fejébe a bányatársulat adja az építkezési anyagokat, és a szükséges munkaerőt, továbbá felel a késésekért, amelyek az építkezésbe esetleg bejöhetnek. Előnyös volt a gyülekezet számára az is, hogy a bányatársulat kötelezte magát arra, hogy az építkezés végén esedékes megmaradt összeget visszaadja. A gyűlésen jelenlévők egyhangúlag megszavazták az egyesség elfogadását. Ugyanennek a gyűlésnek még volt egy fontos pillanata. Elhatározta a presbitérium, hogy az Igazgatótanácstól 40.000 koronát kér kölcsön az eddigi 30.000 korona helyett. Az indok az volt, hogy leteszik a 32.200 koronát a bányatársulat pénztárába, és a megmaradt összegből kifizetnék a parókiaként használt régi ház tulajdonosát. A gyűlés elhatározta a temetkezések megszüntetését azon a helyen, ahol a templomot akarják megépíteni. Az Igazgatótanács elfogadta a gyülekezet kérését, és kiutalta az összeget. A gyülekezet megkapta tehát a 40.000 korona értékű kölcsönt az Igazgatótanácstól 5%-os kamattal. Időközben segítség képpen az országos gyűjtést indítanak el a templomépítésre.
1912 tavaszán indul meg a templomépítés. Az Egyházközség a bányatársulattal kötött egyesség értelmében letétbe helyezte a 32.200 koronát a társulat pénztárába. Fontos megemlítenünk azt is, hogy a bányatársulat az építkezéshez szükséges anyagokat beszerzési áron bocsátotta a gyülekezet használatára. Az építkezési munkálatokat az Urikány Zsil-völgyi Magyar Kőszénbánya Részvénytársaság végezte a bányatársulat kötelékeiben dolgozó szakemberekkel, Pell Ferenc bányatársulati építészmérnök tervei és vezetése alatt. A gondnok azt javasolta, hogy az építészmérnök számára, aki ingyen készítette el a templom tervrajzait, utaljon ki a gyülekezet 500 koronát. És ha az építkezések folyamán sikerül még pénzt megtakarítania, akkor annak a 25%-át megkapja a templom befejezésekor. A presbitérium elfogadta a gondnok javaslatát.
1912. június 6-án a templom berendezésére két ajánlat érkezett a gyülekezethez. Szüle János vulkáni és Borbáth Ferenc baróti asztalosok tették meg a saját ajánlatukat a templom berendezésének elkészítésére. Szüle János 2500 koronát kért, míg Borbáth Ferenc 2600 koronát a berendezés elkészítéséért. A júliusi közgyűlés annak ellenére, hogy Borbáth Ferenc ajánlata drágább volt, őt választotta. Az indoklás szerint Borbáth Ferenc több ígéretet tett a berendezés időben történő leszállítására, és jobb minőségű alapanyag használatára. A szerződés a következőket tartalmazta:
[...] készítek önöknek harminc drb. 2,50 méteres padot, benyújtott műszaki rajz szerinti kivitelben első minőségű hazai, száraz, bogoktól mentes fenyőfából. Hát és oldallapokon foszni, egyéb részein pedig 3 cm-es deszkákból puhafaoldal talpazással 2 soros felállításra, olajjal kétszer átitatva, fehér gyöngyszínű olajfestékkel festve. Továbbá ugyancsak készítek 2 drb. 1,50 méteres méretű hasonló széket, katedra melletti elhelyezésre, papi és ennek megfelelő másik széknek. Ugyancsak készítek egy 1, 20 méteres magasságú szószéket is, benyújtott műszaki rajzoknak megfelelően, puhafából, stílusszerű kivitelben, hozzáillő koronával együtt. A szószékhez tartozó lépcsőzet elkészítése szintén engem illet, amennyiben azonban ezzel helybeli építész urat bízom meg ennek elkészítésével, az egyházközség követelménye velem szemben legfennebb 80 korona lehet. Ugyancsak készítek egy 0, 80 m² méretű keményfa asztalt, Úrasztali célra, keményfa fedőlappal ellátva, a benyújtott műszaki rajz szerint. A három előző pontban felsorolt tárgyak összárát közös megegyezéssel 2600 koronában állapítottuk meg. Készítek továbbá 20 folyóméter 2 ülősoros, emelkedő talapzatú karzati padot 120 koronáért. Mindezen tárgyakat legkésőbb 1913 évi február hó végéig szükség szerint azonban előbb is, 6 heti, előzetes bejelentés által meghatározott terminusra köteles vagyok önöknek átadni, fenti árért, helyben, Lupényban, a templomban megfelelően felállítva.
Mint láthattuk a berendezés 2720 koronába került. 1913-ra befejeződött az országos segélygyűjtés, és ennek eredményeként a gyülekezet 1011 korona segélyt kapott. A fennmaradó összeget a gyülekezet kellett kitegye a berendezés kifizetésére. Adományokból kívánták az összeget megszerezni, és ennek érdekében megalapították az úgynevezett Arany könyvet, amiben azoknak a nevét írták bele, akik adományoztak a berendezés kifizetésére. Sajnos ez sem maradt fent az utókornak.
1913. január 4-én írták alá a szerződést a Seltenhoffer Frigyes Fiai soproni céggel a harangok beszerzése érdekében. A Hadügyminisztérium kiutalt 30 mázsa ágyúércet az Egyházközségnek. Ennek értéke mázsánként 102 korona. Ezt az ágyúércet vásárolta meg a fent említett cég 170 koronáért mázsánként. Az így keletkezett többlet 2028 korona. Ők készítettek továbbá a meglévő két haranghoz egy új harangot, ami 328 kg-ot nyomott. A harang elkészítésért 1180 koronát kértek. A megmaradt 847 koronát készpénzben fizették ki a gyülekezetnek. A harangok felszerelésére a gyülekezet 160 koronát fizetett ki, munkadíj gyanánt.
1913 márciusára fejezte be a baróti asztalos a berendezést, és ekkor meg is kapta a munkadíját. Május 11-i presbiteri gyűlésen már arról tárgyaltak, hogy mikorra tegyék a templomszentelési ünnepet. A bányatársulat ígérete szerint, és rövid időn belül elkészült a templom, Zsil-völgye legnagyobb temploma. A templom puritán egyszerűségben épült. A gyülekezet bányász jellegét hirdeti a bejárat homlokzatán levő beton anyagból készült kettős bányászkalapács. A templom alapanyaga terméskő, téglából épült falakkal, eternittel fedve. A torony jellegzetessége, hogy nem a megszokott négy, hanem nyolcszögletű. Magassága 32 m. A templom hajójának méretei: 20 m hosszú, 12,50 m széles. A karzat körbefut, méretei: 2,50 m széles és 10 m hosszú az egyik oldala. A bejárati részben van elhelyezve az orgona. A hajó nem mennyezetes, hanem boltíves: magassága 9 m. A teljes templom magassága pedig 13 m. A főbejárattól jobbra külön ajtó vezet a torony alatt levő 4x4-es szobába, amely könyvtárként, ma pedig ravatalozóként szolgál. A balra levő mellékajtó a karzatra, onnan pedig a toronyba vezet. A főbejárattal szembe van a szószék s előtte tölgyfából készült úrasztala. A jobb- és baloldalon két sorban, a fal mellett, és középen vannak elhelyezve a padok a hívek számára. A templom befogadó képessége 500 személy.
Az építkezés befejezését hirdeti a templom belsejében elhelyezett márványtábla: 
Az Erdélyi Református Egyházkerület segélyével és az Urikány–Zilvölgyi Magyar Kőszénbánya Részvény Társaság támogatásával építtetett a lupényi református anyaszentegyház Dr. Kenessy Béla Ferenc építész tervezése és vezetése szerint az 1912 / 13. Évben. A belső berendezés országos gyűjtés és hívek adományából készül. 
A szemben levő oldalon szintén márványtábla ezzel a felírással: Enyém az ezüst és enyém az arany, ezt mondja a Seregek ura. Agg. 2:8. Az idegenek megépítik kőfalaidat. Ézs. 60:10. Együtt építtettek Isten hajlékává a Lélek által. Ef. 2:22. És megtöltöm a házat dicsőséggel. Agg. 2:7. Aki szomjúhozik, jöjjön el és aki akarja, vegye az élet vizét ingyen. Jel.22:17. Békesség néktek. Ján.ev. 20:19. Boldog, aki remélve, várva, bízva, erősen áll e sziklán: meg van írva!
1913. június 29-re tűzték ki a templomszentelést. Az elöljáróság úgy döntött, hogy azokat a lelkészeket, akik gyülekezetéből többen érkeztek a lupényi gyülekezetbe, meghívják erre az ünnepi eseményre. Budapestről pedig bejelentkezett a Bethánia belmissziói egyesület vezetősége is. Ők is részt akartak venni az ünnepségen, és meghívás esetén énekszámokkal és vallásos műsorral szerettek volna szolgálni. Az ünnepélyre külön meghívókat bocsátottak ki. 
1913. június 28-án érkezett meg a püspök Lupényba. A vonatállomáson várta a gyülekezet. Itt köszöntötte Küllei Elemér bányatársulati igazgató. A bányatársulat ennek a fontos eseménynek a kellőképpen történő megünneplésére és előkészítésére a bányában dolgozó presbitereknek szabadnapot adott. Június 29-én a püspök felszentelte a templomot. 
A templom építése és felszentelése után meglátszott ennek hatása a gyülekezeti életben is, mert meg növekedett a templomlátogatók száma, és többen kapcsolódtak be a gyülekezeti életbe. Isten gondviselése látszik abban a tényben, hogy 1913-ra elkészült a templom, a béke utolsó évében.

## A gyülekezet jelentősebb lelkipásztorai kezdetektől 1962-ig

### Konrád György
Mielőtt megszületett volna a döntés az Egyházközség önállósításáról, Benkő Viktor összeállította a lelkészi díjlevelét, amit elküldött az esperesi hivatalnak, és az Igazgatótanácsnak. Az Igazgatótanács a már említett Egyházközség önállósításáról szóló rendeletében jóváhagyta a lelkész díjlevelét, és továbbá arra kérte a gyülekezetet, hogy döntsék el, hogyan szeretnék betöltetni a lelkészi állást, meghívnak, vagy inkább lelkészt választanak.
A díjlevél ismertetése után a presbitérium nyomban megtette a szükséges intézkedéseket a lelkészi állás betöltetésére. A gyülekezet úgy döntött, hogy meghívás útján kívánja betöltetni a lelkészi állást. Továbbá azt is elhatározták, hogy Konrád Györgyöt, a petrozsényi lelkipásztort kívánják meghívni, mivelhogy őt már ismerik személyesen. Konrád György Udvarfalvi születésű volt, és Marosvásárhelyről érkezett Petrozsényba 1910-ben. 
A lelkészi állás mihamarabbi betöltetése végett, 1910. április 10-én tíz órai kezdettel megtartják az egyházközségi közgyűlést, ahol egyhangúlag megválasztják Konrád György lelkipásztort. A gyűlésen egyházmegyei küldöttségként részt vettek Kiss Mózes, marosnémeti lelkész és Muzsnai Béla, világi tanácsbíró. 1910. május 8-án történik meg a gyülekezet átadása. Benkő Viktornak megköszöni a gyülekezet a munkáját, és elismeri, hogy ő volt az, aki a legtöbbet fáradozott a gyülekezet önállósításáért. Az átadásnál mint beiktató jelen volt Vásárhelyi Lőrincz, őralja-boldogfalvi lelkész.
A háború első évei nem érintették nagymértékben a gyülekezetet és Zsil-völgyét. A gyülekezet lélekszáma sem apadt meg, mert a bányatársulat felmentette a katonai szolgálat alól a bányában dolgozó férfiakat. Mindez azonban megváltozott 1916-ra, augusztus 27-én Románia hadat üzent a Monarchiának, és a román csapatok betörtek Erdélybe. Szeptember 7-én Brassó román kézre került. A következő napokban a román csapatok Petrozsényig jutottak. Petrozsényt egy bányászzászlóalj védte, mely az utolsó szál emberig odaveszett a betörő ellenséggel szemben vívott csatában. Az emberek elmenekültek a betöréskor, és a magyar vezérkar visszarendelt mindenkit Pujba. Lupényt teljesen kiürítették, hiszen csak 10 km-re esett a határtól. Az ellenséges román csapatok a menekülőkre is tüzet nyitottak, sokan életüket vesztették. A román csapatok nem sokat időztek Zsil-völgyében, mert szeptember 19-én az Osztrák-magyar egységek visszavették Petrozsényt. Nagyok voltak a károk. A betörő román hadsereg elvitte a gyülekezet klenódiumai közül a következőket: 
[...] egy boros kanna, egy borosztó nagyobb kehely, kenyérosztó tányér, egy kenyérosztó tálca, keresztelési készlet, egy nagy úrasztali terítő, valamint kisebb úrasztali terítők. 
Az egyházközségi könyvtár, az irattár, anyakönyvek teljesen megsemmisültek. Három harangból kettő hiányzik, a legkisebbet és a legnagyobbat a Hadügyminisztérium elkobozta. Továbbá súlyosan megrongálódott a harmónium és a parókia is. A román betörés miatt a gyülekezetnek összesen 4926 korona hadikára lett, a lelkész kára pedig 8500 korona volt. Nem csak a lupényi gyülekezet szenvedett, mert az összes Zsil-völgyi gyülekezetekben károk voltak.
A lelkipásztor augusztus 28-án menekült el a gyülekezetből. Sok ideig az esperes nem tudott Konrád György hollétéről, ahogy kiderül a püspöknek írt beszámolójából. A gyülekezetbe a lelkész 1917. február 10-én tér vissza. A márciusi presbiteri gyűlésen arról számol be a lelkipásztor, hogy a gyülekezeti tagok nagy része visszatért, és az istentiszteleti látogatottság megnőtt. Ugyancsak ezen a gyűlésen bejelentik a lelkészi lakás teljes renoválásának szükségét. A gyülekezet ekkor 1230 lelkes volt. Nagy gondokkal küszködött, de az 1917-én tartott egyházmegyei vizitáció megállapította, hogy a gyülekezet kezd megerősödni. Az istentiszteleteket szép számba látogatták, és úrvacsorával is sokan éltek a gyülekezeti tagok közül. A gyülekezet nagy ünnepélyt tartott a reformáció 400. évfordulójára. A gyülekezeti tagok úgy távoztak az ünnepi istentiszteletről, hogy azt tudták mondani: Velünk az Úr. 1918-ban a gondnok a presbitérium elé terjeszti a lelkész fizetésének emelését. Az indok az volt, hogy a háború kezdete óta nem emelték a lelkész fizetését, csak csekély összegekkel, most hogy felesége halott és három gyermekével él, emelni kellene a fizetését, hogy az adott életkörülmények között tisztességesen megtudjon élni. A presbitérium elfogadja az ajánlatot. 1918. szeptember elsején tartott presbiteri gyűlésen a lelkész bejelenti, hogy október elsejétől lemond a lupényi gyülekezet vezetéséről, lelkészi állásáról. Beszédében visszaemlékezik az itt töltött esztendőkre, a nagy munkálatokra. Farkas Ignácz gondnok megköszönte a lelkésznek a fáradságos munkáját, hiszen az ő vezetése alatt született meg az egyházközség, gyarapodott, templomot építtetett. Tudja, hogy az elhatározása komoly, ezért Isten áldását kívánja a lelkész életére. Ugyancsak ezen a gyűlésen a presbitérium meghozza a szükséges intézkedéseket a lelkészi állás betöltetésére. Megállapítják a lelkészi fizetést évi 5000 koronába. A presbitérium úgy döntött, hogy meghívás útján kívánja a megüresedett lelkészi állást betöltetni. Pápay István budapesti hitoktató helyettes lelkészt akarták meghívni. Levélben Pápay el is fogadta a meghívást, de a politika közbeszólt. Szeptember 16-án megtörténik a gyülekezet átadása. Konrád György elszámolt, és miután mindent rendben találtak, Soó Sándornak, vulkáni lelkésznek adja át a gyülekezetet az esperes jelenlétében. Konrád György 1918-ban Budapestre távozott.

### Szabó Zoltán
1919. január 12-én tartott egyházközségi közgyűlésen Pápay István, budapesti segédlelkészt választották meg. Pápay István először elfogadta felkérést, de utólag a frissen kialakult politikai helyzet miatt 1919. március 30-án visszamondta a gyülekezet meghívását. Ekkor a presbitérium lemondott választási jogáról, és megkérte Nagy Károly püspök urat, hogy nevezzen ki lelkészt. Az állami segélyek megszűntek, ezért a gyülekezetnek fel kellett emelje az egyházközségi adókat, annak érdekében, hogy el tudja tartani jövendő lelkészét. November elsején megérkezik Szabó Zoltán, volt borbátvizi helyettes lelkész, akit a püspök egy évre nevezett ki Lupényba.
1920. április 5-ei közgyűlésen az időközben megválasztott Bartha Gyula gondnok felvetette, a gyülekezet szeretné, hogy végleges lelkésze legyen a lupényi gyülekezetnek. A lelkipásztor kinyilvánította itt maradási szándékát, és hogy örömmel fogadná el a meghívást. Ekkor még nem véglegesítette a püspök őt az állásában, hanem még egy évre meghosszabbította a kinevezését. A püspök 1922. január elsején véglegesítette Szabó Zoltánt a lupényi lelkipásztori állásában. A pénz értékének csökkenése miatt, a lelkész havi fizetése 2200 lej lett. 1927. július 23-án a lelkészt behívatják a csendőrségre. Ott semmilyen magyarázat nélkül letartóztatják (internálják). Este beviszik Petrozsényba három szuronyos katona kíséretében. Másnap tovább szállítják Dévára. A lelkészt csak július 25-én engedik szabadon.
Az ő idejében vezették be az Új ágendás könyv szerinti liturgiát 1929-ben. Megemlítésre méltónak találom azt, hogy Szabó Zoltán akkor, amikor a gyülekezet nagy anyagi gondok között küszködött, de mégis szerette volna lelkészének a fizetését felemelni, visszamondta azt, azzal indokolva, hogy az adott körülmények között nem fogadhatja el az 1500 lejes fizetésemelést. 1933-ban, amikor nagyon rosszul állt anyagilag a gyülekezet, maga a lelkész javasolta a közgyűlésen az egyházközségi alkalmazottak bércsökkentését. A lelkész javaslata az volt, hogy 25%-ot az egyházközségi alkalmazottak béréből vonjanak le, és az összeget az egyházközség kasszájában hagyják. 1933-as augusztusi presbiteri gyűlésen a lelkész bejelenti, hogy távozik a gyülekezetből, lemond az itteni állásáról. 14 éves szolgálat után a lelkész Szászvárosba távozik. Sajnos a lelkész távozása nem ment gond nélkül. A gyülekezet neheztelt a lelkészre, mert elvitte magával a 12.000 lejt érő írógépet, amit visszaperelt tőle.

### Gráf József
1933 szeptemberében és októberében Baczó Lajos, lónyai esperes szolgál be Lupényba. A gyülekezet meghívta Gráf Józsefet, vicei lelkipásztort. A lelkész fizetését a költségvetés alakulása szerint szabták ki. A gyülekezet anyagi tehetsége szerint kívánta a lelkészt támogatni. 1933. október 7-én tartott közgyűlésen szavaztak Gráf József meghívásáról. A gyűlésen 121-en szavaztak arra, hogy ő töltse be a lelkészi állást, 72 pedig ellene szavaztak. Az esperes bejelentette, hogy a közgyűlés a szavazások után Gráf József meghívása mellett döntött. Az esperes 1933. október 26-án jelezte a presbitériumnak, hogy 18-an fellebbeztek a lelkész megválasztása ellen. A presbitérium pedig kimondta, hogy a 18 közül hétnek nincs szavazati joga, mert nem egyházközség-fenntartó. Ami a fellebbezés érdemi részét illeti, a presbitériumnak az volt az álláspontja, hogy azon címen, mert valaki a választói névjegyzékből kimaradt, fellebbezni a választás érvényessége ellen nem lehet. Szerintük csak akkor lehetett volna érvénytelen a szavazás, ha hamis vagy nem érvényes választási névjegyzékek alapján szavazták meg volna a lelkészt. Továbbá a presbitérium felelősséget vállalt a választás törvényes lezajlásáról. November 17-én történik az egyházközségi javaknak az átadása. Az új lelkész november 19-én hirdette az Isten igéjét, és ekkor hivatalosnak nyilvánították a megválasztását. Az új lelkész arra szenteli erejét, hogy az eddig legyengült gyülekezetet újra élessze, a régi homályos anyagi ügyeket tisztázza. A bányatársulatnál tovább folytatódott a tömeges elbocsátás, és ezért a hazaköltözött presbitereket pótolni kellett. A lelkész meglátogatta az egész gyülekezetet szolgálatának első évében. A gyülekezet ebben az időben 1627 lelkes volt.
Gráf József a gyülekezetben maradt a második világháború alatt is, noha a lelkészt a vasgárdisták meghurcolták, megkínozták, és csak akkor engedték szabadon, amikor a vasgárdista mozgalom ellen fellépett a román kormány. Ebben az időben Soó Sándor vulkáni lelkész helyettesítette a meghurcolt lelkészt. Gráf lelkipásztor 1962. augusztus 7-én nyugdíjba vonult. Helyébe érkezett Pongrácz Gábor 1964-ben. Ő 1996-ig töltötte be a lelkipásztori állást, és nyugdíjazása után sokat szolgált a gyülekezetben haláláig.

## Ismert emberek

### Itt születtek
- 1921. január 1-jén Suka Sándor színművész
- 1921. április 24-én Havadi Nagy Ilona színművésznő
- 1928. január 11–én Nagy Arisztid egyetemi, főiskolai oktató, földrajzi szakíró
- 1933. január 25-én Kerekes György magyar műfordító, szerkesztő
- 1946. november 10-én M. Veress Zsuzsanna költő, prózaíró

## Gazdaság
Jelentősebb gazdasági ágazatok: turizmus, bányászat, faipar.

## Testvérvárosi kapcsolat
- Kecel (2009)[5]